# Horton in Ribblesdale
Koordinaten: 54° 9′ N, 2° 18′ W

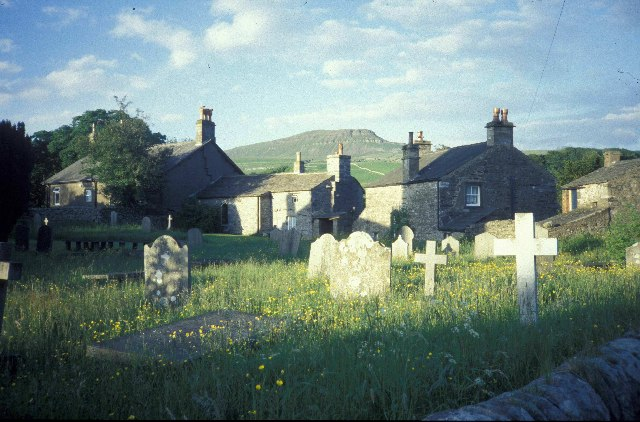
Horton in Ribblesdale mit Pen-y-ghent im Hintergrund

Horton in Ribblesdale ist ein Ort mit 498 Einwohnern (2001) in North Yorkshire in den Yorkshire Dales.
Historisch gehörte der Ort zur West Riding of Yorkshire und die Pfarrkirche St. Oswald geht auf das 12. Jh. zurück. Die Klöster von Jervaulx Abbey und Fountains Abbey stritten lange Zeit über die Zugehörigkeit des Ortes zu ihrem Besitz, bis der Streit 1315 durch Edward II. zu Gunsten von Jervaulx Abbey entschieden wurde. Nach der Auflösung der Klöster in der Reformation ging der Besitz der Ländereien an den Earl of Lennox über. Dann wurde der Landbesitz von verschiedenen Gruppen von Grundbesitzern übernommen.
Der Ort, der einen Bahnhof an der Settle-Carlise-Railway besitzt, ist heute als Ausgangspunkt für Wanderungen und Einstiege in die zahlreichen Höhlen der Region bekannt. Der Ort liegt westlich von Pen-y-ghent und ist traditioneller Ausgangspunkt des Three-Peaks-Walk.